# Bundesautobahn 98
Die Bundesautobahn 98 (Abkürzung BAB 98) – Kurzform Autobahn 98 (Abkürzung A 98) – ist eine in vier Teilstücken mit einer Länge von insgesamt 47 Kilometern fertiggestellte Autobahn im äußersten Süden von Baden-Württemberg. Sie verläuft zwischen dem Autobahndreieck Weil am Rhein und Rheinfelden-Ost, Murg und Hauenstein, Waldshut-Tiengen und Lauchringen sowie zwischen dem Autobahnkreuz Hegau und der Anschlussstelle Stockach-Ost. Die restlichen Teilstücke zwischen Rheinfelden und Tiengen sind im Bau oder in Planung. Eine ehemals geplante Fortsetzung bis an die A 8 bei Irschenberg wird nicht mehr verfolgt (ein ursprünglich vorgesehenes Teilstück südlich von Kempten wurde als A 980 nummeriert), ebenso wenig die Anbindung bei Geißlingen über die schweizerische A50 bei Glattfelden in Richtung Winterthur resp. zur A51 nach Zürich. Die Anbindung an die französische A 35 wird hingegen als Idee einer weiteren Rheinbrücke und Teil einer Großumfahrung von Basel mit direkter Anbindung an den Flughafen Basel-Mülhausen diskutiert, ist aber noch nicht im Planungsstadium.

## Verlauf

### Weil am Rhein – Rheinfelden-Ost

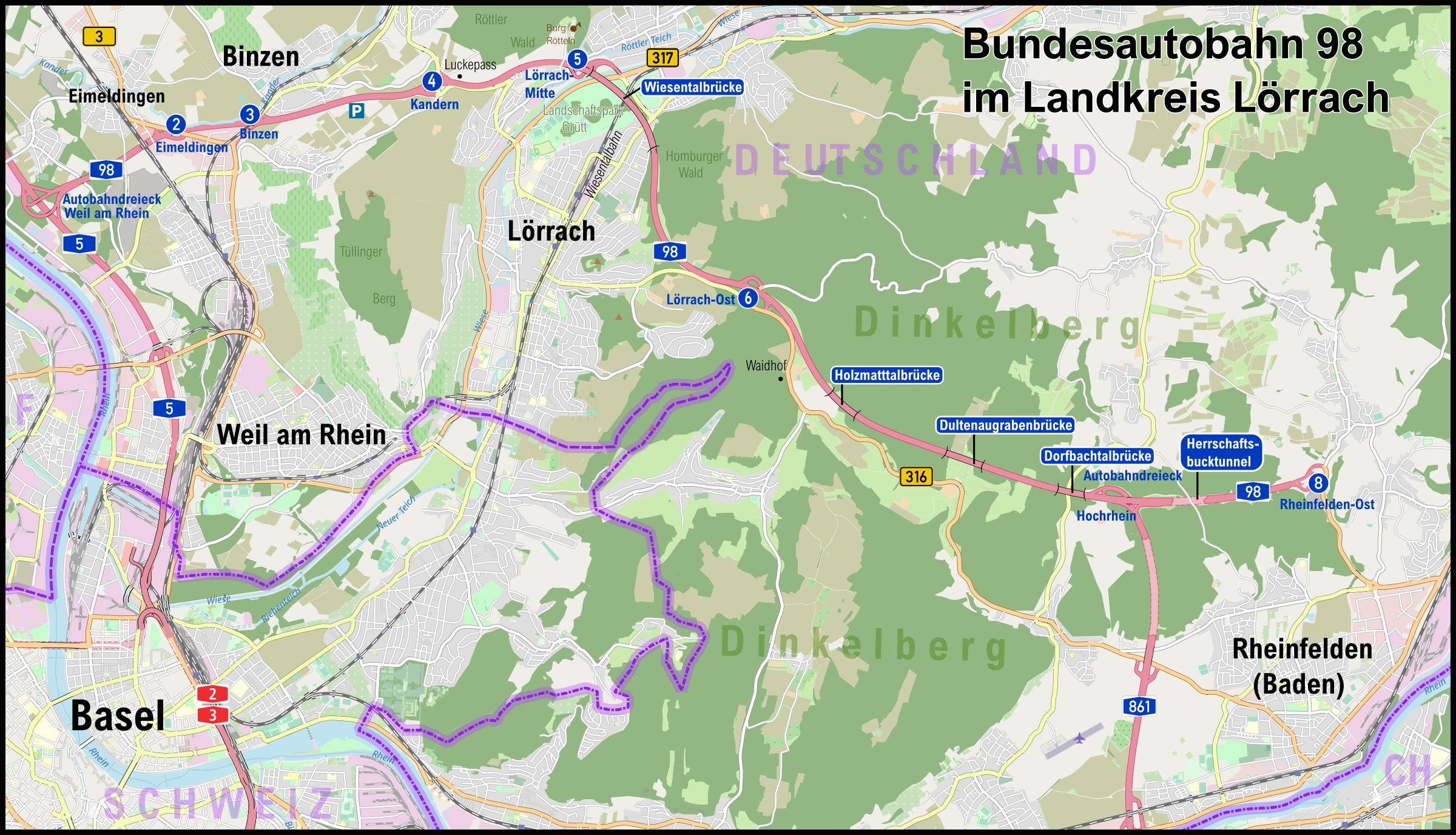
Verlauf der A 98 im Landkreis Lörrach mit den wichtigsten Verkehrsbauwerken

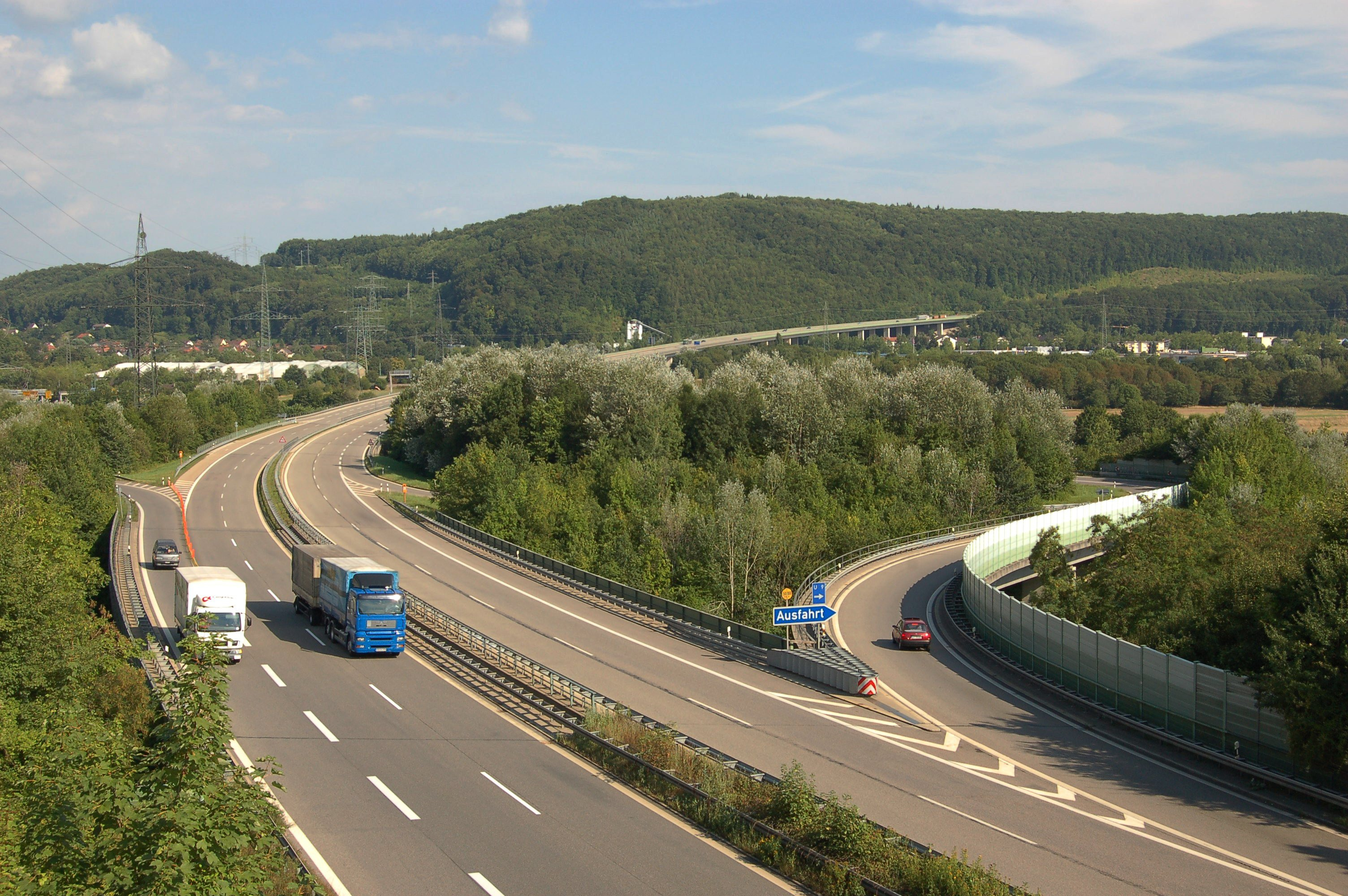
A 98 mit der Ausfahrt Lörrach-Mitte, im Hintergrund die Wiesentalbrücke

Der erste Abschnitt der A 98 beginnt am Dreieck Weil am Rhein, das sich unmittelbar an der französischen Grenze befindet, wo sie von der A 5 (Hattenbacher Dreieck–Basel) abzweigt. Vom Autobahndreieck Weil am Rhein führt die A 98 in einer leichten Steigung hinauf zum Luckepass und führt dann wieder hinab nach Lörrach, wo sie auf der Wiesentalbrücke, mit 1201 Metern drittlängste Straßenbrücke in Baden-Württemberg, verläuft. Damit wird die Kreisstadt nordöstlich umfahren. Dieses Teilstück ist derzeit etwa 16 Kilometer lang und dient – zusammen mit der A 861 – als nördliche Umfahrung des Großraumes Basel sowie als Zubringer der Stadt Lörrach. In den 1980er Jahren wurde dieses Teilstück bis zur Anschlussstelle Lörrach-Ost (6) (früher Lörrach/Inzlingen) am Waidhof freigegeben. Der Weiterbau zum Dreieck Hochrhein nordwestlich von Rheinfelden wurde 2002 zunächst einbahnig, zusammen mit dem sich anschließenden Stück der A 861 durch den Tunnel Nollinger Berg, fertiggestellt. Im Dezember 2010 wurde dieser Streckenabschnitt um eine zweite Richtungsfahrbahn ergänzt und erhielt damit Autobahnstatus. Gleichzeitig wurde im zukünftigen Autobahndreieck das Hauptbrückenbauwerk errichtet.
Der 2,5 Kilometer lange Abschnitt östlich des vorübergehend unvollendeten Autobahndreiecks bis zur Anschlussstelle Rheinfelden-Ost (8) bei Karsau wurde ab 2012 errichtet. Kernstück der Trasse ist der Herrschaftsbucktunnel, dessen Anschlag 2017 stattfand. Aufgrund von mehreren Baustopps verzögerte sich die Freigabe des Abschnitts immer weiter. Der ursprüngliche Zeitplan sah eine Verkehrsfreigabe im Jahr 2018 vor, allerdings wurde die Trasse erst am 20. Dezember 2021 für den Verkehr freigegeben. Das Tunnelbauwerk musste für insgesamt fünf Fahrstreifen ausgelegt werden, denn die Richtung Osten verlaufende Einfädelspur von der A 861 kommend darf aus Sicherheitsgründen nicht im Tunnel liegen.

### Murg bis Hauenstein
Der nächste Abschnitt befindet sich zwischen Murg und Laufenburg-Hauenstein und ist etwa 9 Kilometer lang. Dieser wurde am 8. Oktober 2012 eröffnet, verfügt allerdings nur über eine Fahrbahn. Die Fahrspuren sind außer bei Tunneln und Brücken größtenteils im alternierenden 2+1-System angelegt. Beim Bau wurde aber bereits der Platz für den Anbau einer zweiten Fahrbahn freigehalten. Die Straße führt durch zwei Tunnel, den 280 m langen Tunnel Groß-Ehrstädt und den 395 m langen Rappensteintunnel. Der Anschluss Hauenstein zur bestehenden B 34-Umfahrung Albbruck/Dogern ist als Provisorium eingerichtet und wird aktuell neu geplant. Aufgrund der Kurven und des Gefälles ist diese behelfsmäßige Autobahnabfahrt sehr unfallträchtig. Seit Inbetriebnahme im Jahr 2007 ist die Abfahrt Hauenstein zu einem Unfallschwerpunkt geworden. Viele Unfälle mit zahlreichen Leicht- und Schwerverletzten sowie einem Todesopfer sind bis heute die Folge.
Der Abschnitt ist als Kraftfahrstraße beschildert. Für ihn besteht eine sogenannte „längsgeteilte Dringlichkeit“, d. h. im Bedarfsplan erhielten die Richtungsfahrbahnen eine unterschiedliche Einstufung.

### Tiengen bis Lauchringen
Der dritte Abschnitt der Autobahn wurde in zwei Etappen 1991 und 1997 freigegeben und ist ebenfalls nur mit einer Fahrbahn ausgestattet, wobei die Trasse bereits breit genug für eine zweite Fahrbahn angelegt wurde. Er dient derzeit als Umfahrung der Stadt Tiengen und der Gemeinde Lauchringen. Beginnend an der Anschlussstelle Tiengen-West wird die Wutach überquert und die Straße umfährt Tiengen südlich im Bürgerwaldtunnel, mit 1435 m der derzeit längste Tunnel der Autobahn. Nach der erneuten Überquerung der Wutach folgt der Anschluss Tiengen-Ost. Der 160 m lange Heidenäckertunnel schließt sich auf der nördlichen Umfahrung von Lauchringen an. Am gleichnamigen Anschluss ist die Fortführung nach Geißlingen nicht als Autobahn, sondern als neue B 34 ausgeführt und seit dem 24. November 2021 in Betrieb.
Im Jahr 2010 wurde dieser Abschnitt zwischen Tiengen-West und Lauchringen auf drei Fahrstreifen (2+1-System) erweitert. Zum vierstreifigen Ausbau fehlen die zweiten Tunnelröhren der beiden Tunnels sowie je ein Brückenbauwerk an den Wutachquerungen.
Der Abschnitt ist ebenfalls als Kraftfahrstraße beschildert. Für ihn besteht eine sogenannte „längsgeteilte Dringlichkeit“, d. h. im Bedarfsplan erhielten die Richtungsfahrbahnen eine unterschiedliche Einstufung.

### Singen bis Stockach
Das vierte und östlichste Teilstück wird auch (neben der A 81) als Bodenseeautobahn bezeichnet und wurde am 4. Juni 1982 eröffnet. Es beginnt am Kreuz Hegau auf der ursprünglich ebenfalls als Teilstück der A 98 vorgesehenen Trasse aus Richtung Gottmadingen, führt durch den Hegau und endet nach ca. 14 Kilometern an der Anschlussstelle Stockach-Ost (13). Dabei dient die Verbindung auch als Zubringer zu den Orten des nördlichen (deutschen) Bodenseeufers. Anschließend folgt die B 31n bis Überlingen, die auf der Trasse der einst geplanten Fortsetzung der Autobahn verläuft und im 2+1-System ausgebaut ist.

## Verkehrsaufkommen
Es gab 2015 entlang der A 98 insgesamt vier automatische Zählstellen. In West-Ost-Richtung betrug das durchschnittliche tägliche Verkehrsaufkommen in diesem Zeitraum:
| Zählstelle         | Kfz-Verkehr/Tag | Schwerverkehr/Tag |
| ------------------ | --------------- | ----------------- |
| Lörrach (8003)     | 25.123          | 2.092             |
| Murg (8116)        | 6.804           | 836               |
| Lauchringen (8998) | 10.796          | 1.379             |
| Stockach (8040)    | 24.579          | 2.846             |

## Geschichte

Ursprüngliche A 98-Planung; blau: tatsächlicher Autobahnausbau mit Stand Mitte 2014, orange: geplant im Jahr 1976

Autoaufkleber von Befürwortern des Ausbaus der A 98 aus den 1980er Jahren

### Planungen bis 1945
In der Weimarer Republik war im Vorentwurf zu einem Kraftwagenstraßennetz Deutschlands als Nebenstrecke die Linie Weil am Rhein – Schaffhausen – Friedrichshafen enthalten. Sie sollte in die Hauptstrecke Würzburg – Ulm – Friedrichshafen – Lindau – Feldkirch – Chur – Splügenpass einmünden. Des Weiteren waren Nebenstrecken von Lindau nach Immenstadt und von Sonthofen über Immenstadt, München, Rosenheim und Salzburg geplant.
Im Netzentwurf des HaFraBa-Vereins von 1933 fand sich eine solche Querverbindung hingegen nicht.
In das geplante Netz der Reichsautobahnen nahm die NS-Reichsregierung im August 1933 lediglich eine Strecke zwischen Lindau am Bodensee und München auf (später als Strecke 77 bezeichnet).
Ab 1934 sollte diese Autobahn von Lindau über Lindenberg im Allgäu – Röthenbach – Weitnau – Buchenberg – Durach bzw. Kempten – Marktoberdorf  – Altenstadt bzw. Schongau – Wessobrunn – Pähl bzw. südlich des Ammersees – Starnberg – Leutstetten – Fürstenried nach München führen. Bis 1937 verblieb diese Trasse unverändert in den Netzplänen. Ende 1937 fand sich in den Plänen zum Reichsautobahnnetz eine veränderte Streckenführung. Die Trasse verlief südlich Lechbruck am See, Steingaden-Ilgen, Rottenbuch, Uffing am Staffelsee-Schöffau, Uffing, Spatzenhausen, Obersöchering, Iffeldorf und entsprach ab dem Raum Penzberg bis München-Forstenried im Wesentlichen der heute realisierten A 95. Zudem zweigte eine neue Ergänzungslinie bei Donaueschingen von der Strecke Stuttgart – Schaffhausen ab und mündete bei Lindau in die geplante Trasse nach München. Mit der Annexion Österreichs war im Netzplan vom Mai 1938 als Ergänzungslinie die Querspange Penzberg – Bad Tölz – Irschenberg zur Reichsautobahn München – Salzburg enthalten. Bis 1940 änderte sich hieran nichts. In der Netzplanung vom Mai 1941 war schließlich eine Strecke von Mülhausen bzw. Weil am Rhein – nördlich Schaffhausen – Lindau – Rosenheim vorgesehen. Das Vorhaben wurde jedoch nicht in Angriff genommen.

### Planungen nach dem ersten Ausbauplan 1957
Das Gesetz über den Ausbauplan für die Bundesfernstraßen vom 27. Juli 1957 sah zwar keine Autobahnverbindungen von Weil am Rhein über Lindau nach München sowie zwischen Penzberg und Irschenberg vor. Allerdings legte das Gesetz eine neu zu errichtende, 226 Kilometer lange Bundesstraße Lindau – München mit Querverbindung zur BAB München – Salzburg fest. Damit war die Reichsautobahnplanung insoweit wieder aufgegriffen. Die Linienführung entsprach weitgehend der vor dem Ende des Zweiten Weltkriegs aufgestellten Trassenplanung. In das Blaue Netz der auszubauenden Bundesstraßen waren die B 31 von der Bundesgrenze mit Frankreich bei Breisach über Freiburg im Breisgau, Donaueschingen, Friedrichshafen nach Lindau mit 187,3 Kilometern und die B 317 von Lörrach bis zur B 31 bei Titisee-Neustadt mit 62,5 Kilometern aufgenommen. Die B 34 entlang des Rheins war hingegen nicht enthalten.
1959 entwickelte die regionale Planungsgemeinschaft Hochrhein, die im Februar 1957 freiwillig durch verschiedene kommunale Gebietskörperschaften gebildet worden war erste Vorüberlegungen für eine Trasse Lörrach – Bodensee. 1962 plante das Regierungspräsidium Südbaden die zweibahnige Hochrhein-Schnellstraße. 1970 erfolgte die Linienbestimmung der Strecke von Lörrach bis Oberlauchringen.
1960 war in den Kartenwerken zwischen Lindau und München eine Autobahntrasse dargestellt, die bei Lochau an der deutsch-österreichischen Staatsgrenze beginnen und über Schlachters, Niederstaufen, Opfenbach, Heimenkirch, Ellhofen, Harbatshofen, Ebratshofen, Weitnau, Hellengerst, Waltenhofen, Sulzberg, Durach-Bodelsberg, Görisried-Wildberg, nördlich Seeg, Roßhaupten, Trauchgau, Wildsteig, die Querung der Ammer nahe der Echelsbacher Brücke, Uffing-Schöffau, Uffing am Staffelsee, Spatzenhausen-Hofheim nach Eurasburg-Beuerberg verlaufen sollte. Bei Beuerberg war ein Autobahndreieck mit der Querspange zur Bundesautobahn München – Salzburg vorgesehen. Sodann war die Fortführung bis München-Obermenzing an die Autobahn Karlsruhe – München geplant. Die Querspange war von Eurasburg-Beuerberg über Königsdorf, Osterhofen, Bairawies, Dietramszell und nördlich Großhartpenning bzw. südlich Holzkirchen zur heutigen A 8 mit Dreieck bei Valley projektiert.
1960 wurde das Regierungspräsidium Südbaden angewiesen, Untersuchungen für eine Verbindungsstraße Raum Freiburg/Basel – Bodensee durchzuführen. Beauftragt damit wurde im Januar 1961 Karlheinz Schaechterle, um eine übergeordnete und großräumige Fernverkehrsverbindung West–Ost in den südlichsten Teilen der Bundesrepublik, teilweise in unmittelbarer Grenznähe zu den südlichen Nachbarländern Schweiz und Österreich herzustellen. 1964 lag das Gutachten vor und im März 1965 waren die Pläne für die Verbindung ausgearbeitet.
Ab Ende 1965 waren die Autobahnverbindungen von Weil am Rhein – Lindau – Kempten – Murnau – Penzberg – Rosenheim sowie München – Penzberg im Netzplan des Bundesverkehrsministeriums enthalten. Allerdings wiesen die Pläne bis Ende 1968 noch eine Linienführung um Schaffhausen herum auf bundesdeutschem Staatsgebiet aus. Erst 1969 änderte sich die Planung zugunsten einer Trasse über Schweizer Staatsgebiet. 1965/66 waren auf der Teilstrecke Lindau – München Anschlussstellen nordöstlich Bodelsberg, nördlich Rückholz, bei Seeg, Bad Bayersoien-Echelsbach und Iffeldorf vorgesehen. Für die Querspange wurden Anschlussstellen bei Beuerberg, Königsdorf und Dietramszell geplant. 1966/67 war in Kartenmaterial noch die Strecke München-Fürstenried bis zur Staatsgrenze bei Lindau unverändert enthalten. Zusätzliche Anschlussstellen wurden bei Hellengerst, Weitnau und Auers geplant. Die Querspange war entfallen. Im März 1966 erhielt das Autobahnamt Baden-Württemberg die Aufgabe, die Planungen für die Strecke Schaffhausen – Lindau aufzunehmen. Bereits im Dezember 1967 musste ein Vorentwurf vorgelegt werden. Im dritten Vierjahresplan 1967–1970 war die Gesamtstrecke Weil am Rhein – Rosenheim schließlich aufgenommen. Allerdings begannen 1966 erste Diskurse über die Führung der Trasse im Bodenseegebiet. Der Streit bestand zunächst hauptsächlich über die Frage der von den Planern favorisierten „seefernen“ Variante und der in der Region geforderten „seenahen“ Linienführung.
1967/68 war die geplante Autobahn Lindau – München zwar in Kartenmaterial weiterhin enthalten, verließ jedoch bei Spatzenhausen die alte Trasse, verlief nun südlich der B 472 und mündete bei Habach-Dürnhausen bzw. Sindelsdorf in die im Bau befindliche Autobahn München – Garmisch-Partenkirchen ein. Die Projektierung der Querspange war nicht dargestellt. 1968/69 änderte sich nichts. 1969/70 kam eine neue Planung der Querspange hinzu: bei Sindelsdorf sollte sie mit der Autobahn München – Garmisch-Partenkirchen verbunden werden, ohne jedoch ein Kreuz mit der Strecke von Lindau auszubilden. Weiter war die Führung der Autobahn südlich Penzberg, Kiensee, Oberbuchen, nördlich Bad Tölz bzw. südlich Kirchbichl, Schaftlach, nördlich Müller am Baum und Miesbach beabsichtigt. Bei Dettendorf sollte sie an die heutige A 8 angeschlossen werden.
Der Abschnitt von Weil am Rhein bis München sollte die Bezeichnung A 22 tragen. Mit der Weiterführung der Autobahn von München nach Garmisch-Partenkirchen erhielt diese Strecke ebenfalls die Bezeichnung „A 22“. Für die Querspange war die Bezeichnung „A 86“ reserviert. 1970/71 war die Strecke von Penzberg nach Lindau bis Rothkreuz bzw. Schlachters unverändert enthalten; lediglich bei Durach war zusätzlich ein Kreuz mit der Autobahn Ulm – Füssen neu vorgesehen. Bei Lindau war jedoch die Fortführung zur Bundesgrenze nach Österreich weggefallen. Stattdessen setzte bei Niederstaufen die Fortführung der A 22 entlang des Bodensees, Singen, Waldshut-Tiengen, Lörrach nach Weil am Rhein an. In Kartenwerken war nach der teilweise bereits im Bau befindlichen Umgehung von Lörrach die Weiterführung der Strecke von Lörrach-Ost – westlich Rheinfelden-Degerfelden – nordöstlich Rheinfelden-Herten – nördlich Rheinfelden bzw. südlich Rheinfelden-Nollingen – südlich Rheinfelden-Karsau – nördlich Schwörstadt – Öflingen – östlich Bad Säckingen-Wallbach – nördlich Säckingen – nördlich Murg – nördlich Laufenburg – südlich Hochsal – nördlich Albbruck – nördlich Dogern – nördlich Waldshut – südlich Tiengen – Unterlauchringen – nördlich Klettgau-Geißlingen – südlich Klettgau-Erzingen – nördlich Klettgau-Weisweil – nördlich Dettighofen-Baltersweil – nördlich Lottstetten – Bundesgrenze D/CH südlich Rheinau verzeichnet.
Über das Schweizer Staatsgebiet fehlten hingegen Angaben zur Linienführung. Die Darstellung der Planungen Schaffhausen –Lindau begann östlich Schlatt-Neuparadies – östlich Büsingen am Hochrhein – westlich und nördlich Dörflingen – östlich Thayngen – südlich Hilzingen – nördlich Singen – südlich Volkertshausen – südlich Orsingen-Nenzingen – südlich Stockach – südlich Überlingen-Bonndorf – nördlich Überlingen – nördlich Uhldingen-Mühlhofen – nördlich Salem-Grasbeuren – nordöstlich Überlingen-Nussdorf – westlich Bermatingen-Ahausen bzw. östlich Meersburg-Baitenhausen – nordöstlich Markdorf-Ittendorf – nördlich Friedrichshafen-Kluftern – nördlich Friedrichshafen-Raderach – nördlich und östlich Friedrichshafen-Ailingen – südlich Meckenbeuren-Kehlen – westlich Tettnang-Kau – südlich Tettnang-Laimnau – südlich Tettnang-Langnau – südlich Achberg – nördlich Hergensweiler mit Einmündung in die Strecke Lindau – München.

### Zweiter Ausbauplan 1971 bis 1985
Das am 30. Juni 1971 verabschiedete Gesetz über den Ausbau der Bundesfernstraßen in den Jahren 1971 bis 1985 sah folgende Maßnahmen zur A 22 vor:
| Kurzform | Abschnitt                                                           | geplante Maßnahme                   | Dringlichkeitsstufe |
| -------- | ------------------------------------------------------------------- | ----------------------------------- | ------------------- |
| A 22     | Bundesgrenze D/F – Kreuz Weil am Rhein                              | vierstreifiger Neubau               | II                  |
| A 22     | Kreuz Weil am Rhein – AS Eimeldingen                                | vierstreifiger Ausbau (2. Fahrbahn) | laufendes Vorhaben  |
| A 22     | AS Eimeldingen – Dreieck Hochrhein                                  | vierstreifiger Neubau               | laufendes Vorhaben  |
| A 22     | Dreieck Hochrhein – Bad Säckingen                                   | vierstreifiger Neubau               | I                   |
| A 22     | Bad Säckingen – Lauchringen (B 314)                                 | vierstreifiger Neubau               | II                  |
| A 22     | Lauchringen (B 314) – Bundesgrenze D/CH bei Lottstetten             | vierstreifiger Neubau               | III                 |
| A 22     | Bundesgrenze D/CH bei Dörflingen – Kreuz Singen (B 33)              | vierstreifiger Neubau               | III                 |
| A 22     | Kreuz Singen – Überlingen                                           | vierstreifiger Neubau               | I                   |
| A 22     | Überlingen – Kreuz Achberg                                          | vierstreifiger Neubau               | II                  |
| A 22     | Kreuz Achberg – Kreuz Allgäu                                        | vierstreifiger Neubau               | I                   |
| A 22     | Kreuz Allgäu – Lechbruck am See (B 17n)                             | vierstreifiger Neubau               | II                  |
| A 22     | Lechbruck am See (B 17n) – Kreuz bei Penzberg (A 86 nach Rosenheim) | vierstreifiger Neubau               | I                   |
| A 22     | Kreuz bei Penzberg – Eschenlohe                                     | vierstreifiger Neubau               | laufendes Vorhaben  |
| A 22     | Eschenlohe – Garmisch-Partenkirchen (B 23)                          | vierstreifiger Neubau               | II                  |
| A 86     | Penzberg – Rosenheim                                                | vierstreifiger Neubau               | III                 |

Der Abschnitt zwischen München und Penzberg befand sich bereits unter Verkehr. Bei Penzberg wurden als Bauvorleistungen ein Brückenbauwerk sowie parallele Abbiegespuren bzw. Verflechtungsstrecken für ein Autobahnkreuz (47° 44′ 31,5″ N, 11° 19′ 54,7″ O) errichtet.
1971/72 wurde die Linienführung der A 22 zwischen Kempten und Penzberg erheblich verändert. Von Durach sollte die Autobahn nunmehr über Bodelsberg, Görisried-Hasenmahd, Wald, Sulzschneid, Stötten am Auerberg-Heggen, Langegg (mit Autobahndreieck nach Hopferau zur Autobahn Ulm – Füssen), südlich Echerschwang, Steingaden-Ilgen (mit Dreieck zur vierstreifigen B 17n nach Augsburg), nördlich Rottenbuch, Böbing, Ammerhöfe, südlich Huglfing, Obersöchering, nördlich der B 472 bis nördlich von Habach-Dürnhausen verlaufen, um hier an die Strecke München – Garmisch-Partenkirchen anzubinden. Die Abzweigung der Querspange von der Autobahn München – Garmisch-Partenkirchen war bei Antdorf geplant; ein Kreuz war noch nicht projektiert. 1972/73 und 1973/74 änderte sich an diesen Plänen nichts. Hingegen gab es Modifizierungen an der Trasse zwischen Weil am Rhein, Schaffhausen und Lindau: die Autobahn sollte nun südlich bei Rheinfelden-Karsau und weiter unmittelbar am Ufer des Rheins südlich Schwörstadt und südlich Öflingen verlaufen. Im Klettgau war die Streckenführung nunmehr nördlich Grießen, Riedern am Sand, Bühl, nördlich Dettighofen, südlich Dettighofen-Baltersweil nach Lottstetten vorgesehen. Auf Schweizer Gebiet war die Autobahn südlich Rheinau zur Anschlussstelle Benken (mit Kreuz zur A 4), südlich Benken, westlich Schlatt und östlich Schlatt-Neuparadies nach Büsingen, das mit einer Anschlussstelle angebunden werden sollte, geplant. Bei Überlingen-Hödingen sollte die Autobahn nach Norden verschwenkt werden, um auf einer seeferneren Trasse südlich Überlingen-Lippertsreute, südlich Salem-Mimmenhausen, südlich Bermatingen nach Kluftern zu führen.
1974 wurde ein neues System der Nummerierung der Bundesautobahnen eingeführt. Dabei wurde die Strecke Weil am Rhein – Rosenheim zur Bundesautobahn 98 und die Strecke München – Garmisch-Partenkirchen die Bundesautobahn 95.
Am 22. April 1975 wurde vom Bundesminister für Verkehr die Linie zwischen Singen und Lindau bestimmt. Im August bzw. Oktober 1976 wurde das Planfeststellungsverfahren für den Abschnitt Singen – Stockach eingeleitet. Zudem entstand ab Mitte der 1970er Jahre der Diskurs über die Frage, ob ein Ausbau der Bundesstraße 31 entlang des Bodensees gegenüber dem Autobahnbau der Vorzug zu geben ist.
Mit dem Gesetz zur Änderung des Gesetzes über den Ausbau der Bundesfernstraßen in den Jahren 1971 bis 1985 vom 5. August 1976 wurde diese Anpassung nachvollzogen. Für die A 98 ergaben sich folgende Maßnahmen:
| Kurzform | Abschnitt                                          | geplante Maßnahme                   | Dringlichkeitsstufe |
| -------- | -------------------------------------------------- | ----------------------------------- | --- |
| A 98     | Bundesgrenze D/F – Kreuz Weil am Rhein             | vierstreifiger Neubau               | möglicher weiterer Bedarf |
| A 98     | Kreuz Weil am Rhein – AS Eimeldingen               | vierstreifiger Ausbau (2. Fahrbahn) | laufendes Vorhaben |
| A 98     | AS Eimeldingen – AS Lörrach-Ost                    | vierstreifiger Neubau               | 1. Fahrbahn: Ia; 2. Fahrbahn: Ib                                                                                              |
| A 98     | AS Lörrach-Ost – Dreieck Hochrhein                 | vierstreifiger Neubau               | Ib |
| A 98     | Dreieck Hochrhein – AS Laufenburg                  | vierstreifiger Neubau               | 1. Fahrbahn: Ib; 2. Fahrbahn: möglicher weiterer Bedarf                                                                       |
| A 98     | AS Laufenburg – Bundesgrenze D/CH bei Wil          | vierstreifiger Neubau               | möglicher weiterer Bedarf |
| A 98     | Bundesgrenze D/CH bei Dörflingen – AS Gottmadingen | vierstreifiger Neubau               | möglicher weiterer Bedarf |
| A 98     | AS Gottmadingen – AS Hilzingen                     | vierstreifiger Neubau               | 1. Fahrbahn: Ia; 2. Fahrbahn: möglicher weiterer Bedarf                                                                       |
| A 98     | AS Hilzingen – Kreuz Singen (B 33)                 | vierstreifiger Neubau               | möglicher weiterer Bedarf |
| A 98     | Kreuz Hegau (A 81) – AS Überlingen-West            | vierstreifiger Neubau               | 1. Fahrbahn: Ia; 2. Fahrbahn: möglicher weiterer Bedarf                                                                       |
| A 98     | AS Überlingen-West – Markdorf (B 33)               | vierstreifiger Neubau               | 1. Fahrbahn: Ib; 2. Fahrbahn: möglicher weiterer Bedarf                                                                       |
| A 98     | Markdorf (B 33) – Kreuz Achberg                    | vierstreifiger Neubau               | Ib |
| A 98     | Kreuz Achberg – AS Opfenbach (B 32)                | vierstreifiger Neubau               | 1. Fahrbahn: Ia (zwischen Kreuz Achberg und Staatsstraße 320: beide Fahrbahnen in Ia); 2. Fahrbahn: möglicher weiterer Bedarf |
| A 98     | AS Opfenbach – AS Weitnau                          | vierstreifiger Neubau               | möglicher weiterer Bedarf |
| A 98     | AS Weitnau – AS Waltenhofen                        | vierstreifiger Neubau               | 1. Fahrbahn: Ia; 2. Fahrbahn: möglicher weiterer Bedarf                                                                       |
| A 98     | AS Waltenhofen – Kreuz Allgäu                      | vierstreifiger Neubau               | laufendes Vorhaben |
| A 98     | Kreuz Allgäu – Dreieck Irschenberg                 | vierstreifiger Neubau               | möglicher weiterer Bedarf |

Bemerkenswert ist, dass im Bedarfsplan nunmehr die Ortsumgehung Friedrichshafen im Zuge der B 31 in die höchste Dringlichkeitsstufe Ia mit der 1. Fahrbahn und in die Dringlichkeitsstufe Ib mit der 2. Fahrbahn aufgenommen war. Außerdem wurde die Strecke Friedrichshafen – Lindau – Sigmarszell als B 31/B 31n zweistreifig in der Dringlichkeitsstufe Ia vorgenommen. Auch die zweistreifige OU Meersburg erhielt diese Einstufung. Damit erlangte der Bundesstraßenausbau zunehmend Priorität gegenüber dem Autobahnneubau. Hinzu kam, dass größere Teile des Bundesautobahnprojektes mit der 2. Fahrbahn sowie zwischen Kempten und Irschenberg und zwischen Laufenburg und Gottmadingen lediglich noch im weiteren Bedarf enthalten waren.
Das Zweite Gesetz zur Änderung des Gesetzes über den Ausbau der Bundesfernstraßen in den Jahren 1971 bis 1985 vom 25. August 1980 brachte das Aus für große Teile der Planungen zur Bundesautobahn 98. In der Legende des Bedarfsplans zum Gesetz heißt es: „Bis zur Fortschreibung des Bedarfsplanes im Jahre 1985 wird bei den noch nicht entscheidungsreifen Projekten [...] A 98 Wangen (A 96)–Stockach untersucht werden, inwieweit die bisherigen Autobahnplanungen oder Alternativplanungen, vor allem der Ausbau des vorhandenen Straßennetzes, in den Bedarfsplan aufgenommen werden können. Die Untersuchung muss bis zum 31. Dezember 1982 abgeschlossen sein, um den betreffenden Ländern ausreichend Zeit zur Vorbereitung der Fortschreibung 1985 zu geben. Für die betroffenen Verkehrsbeziehungen wird ein Ausbaubedarf festgestellt.“ Dennoch zeichnete sich ab, dass der Aus- und Neubau von Bundesstraßen favorisiert wurde:
| Kurzform    | Abschnitt                                          | geplante Maßnahme                   | Dringlichkeitsstufe                       |
| ----------- | -------------------------------------------------- | ----------------------------------- | ----------------------------------------- |
| A 98        | Bundesgrenze D/F – Kreuz Weil am Rhein             | vierstreifiger Neubau               | II                                        |
| A 98        | Kreuz Weil am Rhein – AS Eimeldingen               | vierstreifiger Ausbau (2. Fahrbahn) | I                                         |
| A 98        | AS Kandern – AS Lörrach Ost                        | vierstreifiger Neubau               | laufendes bzw. fest disponiertes Vorhaben |
| A 98        | AS Lörrach-Ost – AS Wehr                           | vierstreifiger Neubau               | I                                         |
| A 98        | AS Wehr – AS Tiengen-West                          | vierstreifiger Neubau               | II                                        |
| A 98        | AS Tiengen-West – AS Lauchringen                   | vierstreifiger Neubau               | 1. Fahrbahn: I; 2. Fahrbahn: II           |
| A 98        | AS Lauchringen – Bundesgrenze D/CH bei Wil         | vierstreifiger Neubau               | II                                        |
| A 81        | Bundesgrenze D/CH bei Dörflingen – AS Gottmadingen | vierstreifiger Neubau               | II                                        |
| A 81        | AS Gottmadingen – Kreuz Singen                     | vierstreifiger Neubau               | I                                         |
| A 98        | Kreuz Hegau – AS Stockach-Ost                      | vierstreifiger Neubau               | laufendes bzw. fest disponiertes Vorhaben |
| B 31        | AS Stockach-Ost – Überlingen                       | zweistreifiger Neubau               | I                                         |
| B 31        | Uhldingen-Mühlhofen – Meersburg-Ost                | zweistreifiger Neubau               | I                                         |
| B 31        | OU Immenstaad am Bodensee                          | zweistreifiger Neubau               | I                                         |
| B 31        | OU Friedrichshafen                                 | zweistreifiger Neubau               | I                                         |
| B 31n       | Friedrichshafen – Sigmarszell                      | zweistreifiger Neubau               | I                                         |
| B 12n       | Achberg – AS Weitnau                               | zweistreifiger Neubau               | I                                         |
| B 12n       | AS Weitnau – Hellengerst                           | zweistreifiger Neubau               | laufendes bzw. fest disponiertes Vorhaben |
| B 12n       | Hellengerst – AS Waltenhofen                       | vierstreifiger Neubau               | laufendes bzw. fest disponiertes Vorhaben |
| B 17n       | Hopferau – Roßhaupten                              | zweistreifiger Neubau               | II                                        |
| B 17n       | Roßhaupten – Steingaden-Staltannen                 | zweistreifiger Neubau               | I                                         |
| B 472n      | Steingaden-Staltannen – Obersöchering              | zweistreifiger Neubau               | I                                         |
| B 472       | OU Obersöchering                                   | zweistreifiger Neubau               | I                                         |
| B 472       | OU Habach                                          | zweistreifiger Neubau               | I                                         |
| B 472       | OU Bichl                                           | zweistreifiger Neubau               | I                                         |
| B 472       | OU Bad Tölz                                        | zweistreifiger Neubau               | I                                         |
| B 472/B 307 | OU Miesbach                                        | zweistreifiger Neubau               | I                                         |

Das Gesetz hatte zur Folge, dass das ursprüngliche Teilstück der A 98 zwischen Gottmadingen und dem Kreuz Hegau der A 81 zugeordnet wurde, welche ursprünglich bis Konstanz verlaufen sollte. Stattdessen wurde die Verbindung vom Kreuz Hegau Richtung Konstanz als Schnellstraße mit der Nummer B 33 geführt.
Gegen die Herausnahme der A 98 aus dem Bedarfsplan regte sich Widerstand.

### Planungen 1986 bis 1993
Das Dritte Gesetz zur Änderung des Fernstraßenausbaugesetzes vom 21. April 1986 nahm in der Bodenseeregion einige Planungen der A 98 wieder auf, während in Bayern auch einige an die frühere Trasse der A 98 anknüpfende Bundesstraßenplanungen verworfen wurden. Im Einzelnen ergab sich folgendes Bild:
| Kurzform | Abschnitt                                       | geplante Maßnahme                   | Dringlichkeitsstufe                                                                              |
| -------- | ----------------------------------------------- | ----------------------------------- | ------------------------------------------------------------------------------------------------ |
| A 98     | Bundesgrenze D/F – Kreuz Weil am Rhein          | vierstreifiger Neubau               | Planungen (weiterer Bedarf)                                                                      |
| A 98     | Kreuz Weil am Rhein – AS Eimeldingen            | vierstreifiger Ausbau (2. Fahrbahn) | vordringlicher Bedarf                                                                            |
| A 98     | AS Lörrach-Ost – Dreieck Hochrhein              | vierstreifiger Neubau               | laufendes bzw. fest disponiertes Vorhaben                                                        |
| A 98     | Dreieck Hochrhein – AS Rheinfelden-Ost          | vierstreifiger Neubau               | 1. Fahrbahn: laufendes und fest disponiertes Vorhaben; 2. Fahrbahn: Planungen (weiterer Bedarf)  |
| A 98     | AS Rheinfelden-Ost – AS Wehr                    | vierstreifiger Neubau               | 1. Fahrbahn: vordringlicher Bedarf; 2. Fahrbahn: Planungen (weiterer Bedarf)                     |
| A 98     | AS Wehr – AS Murg                               | vierstreifiger Neubau               | Planungen (weiterer Bedarf)                                                                      |
| A 98     | AS Murg – AS Laufenburg-Hauenstein              | vierstreifiger Neubau               | 1. Fahrbahn: vordringlicher Bedarf; 2. Fahrbahn: Planungen (weiterer Bedarf)                     |
| A 98     | AS Laufenburg-Hauenstein – AS Tiengen-West      | vierstreifiger Neubau               | Planungen (weiterer Bedarf)                                                                      |
| A 98     | AS Tiengen-West – AS Lauchringen                | vierstreifiger Neubau               | 1. Fahrbahn: laufendes bzw. fest disponiertes Vorhaben; 2. Fahrbahn: Planungen (weiterer Bedarf) |
| A 98     | AS Lauchringen – Bundesgrenze D/CH bei Wil      | vierstreifiger Neubau               | Planungen (weiterer Bedarf)                                                                      |
| A 81     | Bundesgrenze D/CH – AS Gottmadingen             | vierstreifiger Neubau               | Planungen (weiterer Bedarf)                                                                      |
| A 81     | AS Gottmadingen – Kreuz Singen                  | vierstreifiger Neubau               | laufendes bzw. fest disponiertes Vorhaben                                                        |
| B 31n    | AS Stockach-Ost – Überlingen                    | zweistreifiger Neubau               | vordringlicher Bedarf                                                                            |
| B 31n    | Überlingen – Markdorf-Ost (Übergang in B 33)    | zweistreifiger Neubau               | Planungen (weiterer Bedarf)                                                                      |
| B 31n    | Markdorf-Süd – östlich Friedrichshafen (B 31 n) | zweistreifiger Neubau               | Planungen (weiterer Bedarf)                                                                      |
| B 31     | Uhldingen-Mühlhofen – Meersburg-Ost             | zweistreifiger Neubau               | laufendes bzw. fest disponiertes Vorhaben                                                        |
| B 31     | OU Immenstaad am Bodensee                       | zweistreifiger Neubau               | Planungen (weiterer Bedarf)                                                                      |
| B 31     | OU Friedrichshafen (Westteil)                   | zweistreifiger Neubau               | vordringlicher Bedarf                                                                            |
| B 31n    | Friedrichshafen – Sigmarszell                   | zweistreifiger Neubau               | laufendes bzw. fest disponiertes Vorhaben                                                        |
| B 12     | Isny (OU) – AS Weitnau                          | zweistreifiger Neubau               | vordringlicher Bedarf                                                                            |
| B 12n    | AS Weitnau – Hellengerst                        | zweistreifiger Neubau               | laufendes bzw. fest disponiertes Vorhaben                                                        |
| B 12n    | Hellengerst – AS Waltenhofen                    | vierstreifiger Neubau               | laufendes bzw. fest disponiertes Vorhaben                                                        |
| B 17n    | Hopferau – Roßhaupten                           | zweistreifiger Neubau               | Planungen (weiterer Bedarf)                                                                      |
| B 472    | OU Obersöchering                                | zweistreifiger Neubau               | Planungen (weiterer Bedarf)                                                                      |
| B 472    | OU Habach                                       | zweistreifiger Neubau               | laufendes bzw. fest disponiertes Vorhaben                                                        |
| B 472    | Verlegung bei Habach-Dürnhausen                 | zweistreifiger Neubau               | vordringlicher Bedarf                                                                            |
| B 472    | OU Bichl                                        | zweistreifiger Neubau               | vordringlicher Bedarf                                                                            |

### Weitere Entwicklung der Planungen 1993 bis 2015
Das Vierte Gesetz zur Änderung des Fernstraßenausbaugesetzes vom 15. November 1993 sah den Weiterbau der A 98 nur zwischen Weil am Rhein und der Bundesgrenze zur Schweiz vor. Zwischen Stockach und Irschenberg blieb es bei einzelnen Vorhaben zum Aus- und Neubau von Bundesstraßen. Im Einzelnen beinhaltete der Bedarfsplan des Gesetzes folgende Maßnahmen:
| Kurzform   | Abschnitt                                           | geplante Maßnahme     | Dringlichkeitsstufe                                                                  |
| ---------- | --------------------------------------------------- | --------------------- | ------------------------------------------------------------------------------------ |
| A 98       | Bundesgrenze D/F – Kreuz Weil am Rhein              | vierstreifiger Neubau | weiterer Bedarf                                                                      |
| A 98       | AS Lörrach-Ost – Dreieck Hochrhein                  | vierstreifiger Neubau | laufendes bzw. fest disponiertes Vorhaben                                            |
| A 98       | Dreieck Hochrhein – AS Wehr                         | vierstreifiger Neubau | 1. Fahrbahn: laufendes bzw. fest disponiertes Vorhaben; 2. Fahrbahn: weiterer Bedarf |
| A 98       | AS Wehr – AS Murg                                   | vierstreifiger Neubau | 1. Fahrbahn: vordringlicher Bedarf; 2. Fahrbahn: weiterer Bedarf                     |
| A 98       | AS Murg – AS Laufenburg-Hauenstein                  | vierstreifiger Neubau | 1. Fahrbahn: laufendes bzw. fest disponiertes Vorhaben; 2. Fahrbahn: weiterer Bedarf |
| A 98       | AS Laufenburg-Hauenstein – AS Tiengen-West          | vierstreifiger Neubau | weiterer Bedarf                                                                      |
| A 98       | AS Tiengen-West – AS Lauchringen                    | vierstreifiger Neubau | 1. Fahrbahn: laufendes bzw. fest disponiertes Vorhaben; 2. Fahrbahn: weiterer Bedarf |
| A 98       | AS Lauchringen – AS Geißlingen                      | vierstreifiger Neubau | 1. Fahrbahn: vordringlicher Bedarf; 2. Fahrbahn: weiterer Bedarf                     |
| A 98       | AS Geißlingen – Bundesgrenze D/CH bei Wil           | vierstreifiger Neubau | weiterer Bedarf                                                                      |
| A 81       | Bundesgrenze D/CH bei Dissenhofen – AS Gottmadingen | vierstreifiger Neubau | weiterer Bedarf                                                                      |
| B 31n      | AS Stockach-Ost – Überlingen                        | zweistreifiger Neubau | laufendes bzw. fest disponiertes Vorhaben                                            |
| B 31n      | Überlingen – Markdorf-West                          | zweistreifiger Neubau | weiterer Bedarf                                                                      |
| B 31n/B 33 | OU Markdorf                                         | zweistreifiger Neubau | vordringlicher Bedarf                                                                |
| B 31n      | Markdorf-Süd – östlich Friedrichshafen (B 31 n)     | zweistreifiger Neubau | weiterer Bedarf                                                                      |
| B 31       | OU Hagnau                                           | zweistreifiger Neubau | weiterer Bedarf                                                                      |
| B 31       | OU Friedrichshafen (Westteil)                       | zweistreifiger Neubau | laufendes bzw. fest disponiertes Vorhaben                                            |
| B 31n      | Friedrichshafen – Sigmarszell                       | zweistreifiger Neubau | laufendes bzw. fest disponiertes Vorhaben                                            |
| B 12       | OU Isny                                             | zweistreifiger Neubau | laufendes bzw. fest disponiertes Vorhaben                                            |
| B 12       | Großholzleute – AS Weitnau                          | zweistreifiger Neubau | vordringlicher Bedarf                                                                |
| B 17n      | Hopferau – Steingaden                               | zweistreifiger Neubau | weiterer Bedarf                                                                      |
| B 472      | OU Obersöchering                                    | zweistreifiger Neubau | vordringlicher Bedarf                                                                |
| B 472      | OU Bichl                                            | zweistreifiger Neubau | vordringlicher Bedarf                                                                |
| B 472      | OU Waakirchen                                       | zweistreifiger Neubau | vordringlicher Bedarf                                                                |

Das Fünfte Gesetz zur Änderung des Fernstraßenausbaugesetzes vom 4. Oktober 2004 sah folgendes vor:
| Kurzform | Abschnitt                                                             | geplante Maßnahme              | Dringlichkeitsstufe                                                                                                   |
| -------- | --------------------------------------------------------------------- | ------------------------------ | --- |
| A 98     | Bundesgrenze D/F – Kreuz Weil am Rhein                                | vierstreifiger Neubau          | weiterer Bedarf |
| A 98     | AS Lörrach-Ost – Dreieck Hochrhein                                    | vierstreifiger Neubau          | laufendes bzw. fest disponiertes Vorhaben                                                                             |
| A 98     | Dreieck Hochrhein – AS Rheinfelden-Ost                                | vierstreifiger Neubau          | 1. Fahrbahn: laufendes bzw. fest disponiertes Vorhaben; 2. Fahrbahn: weiterer Bedarf                                  |
| A 98     | AS Rheinfelden-Ost – AS Tiengen-West                                  | vierstreifiger Neubau          | 1. Fahrbahn: vordringlicher Bedarf mit besonderem naturschutzfachlichen Planungsauftrag; 2. Fahrbahn: weiterer Bedarf |
| B 34     | AS Lauchringen – AS Geißlingen                                        | zweistreifiger Neubau          | weiterer Bedarf mit Planungsrecht                                                                                     |
| B 31n    | AS Überlingen-West – Überlingen-Ost                                   | zweistreifiger Neubau          | vordringlicher Bedarf                                                                                                 |
| B 31     | Überlingen-Ost – Meersburg-Ost einschl. OU Uhldingen-Mühlhofen-Birnau | vierstreifiger Aus- und Neubau | vordringlicher Bedarf                                                                                                 |
| B 31     | Meersburg-Ost/Stetten – Friedrichshafen                               | vierstreifiger Neubau          | vordringlicher Bedarf                                                                                                 |
| B 31     | OU Eriskirch                                                          | zweistreifiger Neubau          | laufendes bzw. fest disponiertes Vorhaben                                                                             |
| B 12     | OU Isny                                                               | zweistreifiger Neubau          | vordringlicher Bedarf                                                                                                 |
| B 12     | OU Großholzleute                                                      | zweistreifiger Neubau          | vordringlicher Bedarf mit besonderem naturschutzfachlichen Planungsauftrag                                            |
| B 17     | Hopferau – Steingaden                                                 | zweistreifiger Neubau          | weiterer Bedarf mit festgestelltem hohen ökologischen Risiko                                                          |
| B 472    | OU Bad Tölz                                                           | zweistreifiger Neubau          | vordringlicher Bedarf                                                                                                 |
| B 472    | OU Waakirchen                                                         | zweistreifiger Neubau          | weiterer Bedarf |

Die SPD am Hochrhein war zunächst aufgrund der großen Eingriffe in die Landschaft gegen die Autobahnplanung und forderte eine sogenannte „Hochrheinschnellstraße“. Auf Drängen der CDU und dem Umschwenken der damaligen Bundestagsabgeordneten Karin Rehbock-Zureich kam es zur Aufnahme der A 98 in den Bundesverkehrswegeplan 2003. Man erhoffte sich durch einen Teilausbau der A 98 die vom Durchgangsverkehr betroffenen Gemeinden zu entlasten. Entfallen war allerdings die Weiterführung der Autobahn ab Tiengen zur deutsch-schweizerischen Staatsgrenze sowie die Anbindung der A 81 bei Gottmadingen zur Grenze.
Der geplante vierstreifige Neubau einer Rheinbrücke zwischen der deutsch-französischen Grenze bei Märkt und dem Autobahndreieck Weil am Rhein, der die A 98 mit dem französischen Autobahnnetz verknüpfen sollte, wurde 2011 aus den Raumordnungsplänen gestrichen.
Der Planungsabschnitt Lörrach–Singen wird auch als „Hochrheinautobahn“ bezeichnet. Der Abschnitt Singen–Lindau wurde „Bodenseeautobahn“ und die weitere Strecke zwischen Lindau und Irschenberg an der A 8 „Voralpenautobahn“ genannt. Die Bezeichnung „Bodenseeautobahn“ wird nunmehr für die A 81 im Abschnitt Stuttgart–Singen verwendet, die aus dem Ballungsraum Stuttgart zum beliebten Feriengebiet Bodensee führt.

## Baufortschritt/Planungsstand

### Liste der Verkehrsfreigaben

#### Weil am Rhein – Schaffhausen
- 1974: AS Eimeldingen – AS Kandern (OU Binzen): 3,9 km
- 1983: AS Lörrach-Mitte – AS Lörrach-Ost: 3,9 km
- 1985: AS Kandern – AS Lörrach-Mitte: 1,5 km
- 1986: AD Weil am Rhein – AS Eimeldingen: 1,6 km (2. Fahrbahn)
- 1991: AS Tiengen-Ost – AS Lauchringen-Ost: 3,6 km (1. Fahrbahn)
- 1997: AS Tiengen-West – AS Tiengen-Ost: 3,0 km (1. Fahrbahn)
- 2002: AS Lörrach-Ost – AD Hochrhein: 5,4 km (1. Fahrbahn)
- 2004: AS Murg – AS Hauenstein (1. Bauabschnitt, OU Luttingen): 2,2 km (1. Fahrbahn)
- 2010: AS Lörrach-Ost – AD Hochrhein: 5,4 km (2. Fahrbahn)
- 2012: AS Murg – AS Hauenstein (2. Bauabschnitt): 7,6 km (1. Fahrbahn)
- 2021: AD Hochrhein – AS Rheinfelden-Ost: 2,8 km
- 2021: OU Oberlauchringen: 2,3 km (als B 34, zweistreifig)

#### Schaffhausen – Stockach
- 1975: AK Singen – AK Hegau: 2 km (als A 81 gewidmet)
- 1982: AK Hegau – AS Stockach-Ost: 16,0 km
- 1988: AS Hilzingen – AK Singen: 4,1 km (als A 81 gewidmet)
- 1990: AS Gottmadingen – AS Hilzingen: 4,6 km (als A 81 gewidmet)

#### Stockach – Lindau (B 31)
Statt der Bodenseeautobahn A 98 wurde der Aus- und Neubau der B 31 zwischen Stockach und Lindau vorangetrieben und bisher folgende, im Wesentlichen kreuzungsfreie Abschnitte fertiggestellt:
- 1979: Verlegung bei Kressbronn, Abschnitt Oberdorf: 2,1 km (als B 31, zweistreifig)
- 1979: Verlegung von Lindau bis Schlachters: 4,6 km (zunächst als B 308, heute B 31 westlich der A 96, zweistreifig)
- 1982: AS Friedrichshafen-Nord – AS Friedrichshafen-Ost: 3,7 km (als B 31, zweistreifig)
- 1994: Verlegung zwischen Kressbronn und Lindau (1. Bauabschnitt): 3,0 km (als B 31, zweistreifig)
- 1995: AS Stockach-Ost – AS Überlingen-West (1. Bauabschnitt AS Stockach-Ost – Hohenlinden): 9,6 km (zweistreifig, als B 31)
- 1996: Verlegung zwischen Kressbronn und Lindau (2. Bauabschnitt): 8,0 km (als B 31, zweistreifig)
- 1998: AS Stockach-Ost – AS Überlingen-West (2. Bauabschnitt Hohenlinden – AS Überlingen-West): 2,1 km (2+1 zwei-/dreistreifig, als B 31)
- 2001: AS Friedrichshafen-Mitte – AS Friedrichshafen-Nord: 2,9 km (als B 31, zweistreifig)
- 2003: OU Eriskirch (AS Eriskirch – AS Langenargen): 2,8 km (als B 31, zweistreifig)
- 2019: AS Überlingen-West – AS Überlingen-Ost: 4,5 km (als B 31, 2+1/zwei-/dreistreifig)
- 2020: Friedrichshafen-Fischbach – AS Friedrichshafen-West: 5,8 km (als B 31, vierstreifig)
- 2021: AS Friedrichshafen-West – AS Friedrichshafen-Mitte: 1,3 km (als B 31, vierstreifig)

Die realisierte Strecke zwischen der AS Stockach-Ost und AS Überlingen-West deckte sich in weiten Teilen mit der früheren Autobahnplanung, während die Abschnitte zwischen Überlingen und Lindau den Forderungen hauptsächlich aus der Region nach einer „seenahen“ Streckenführung entsprechen.

#### Lindau – Kempten – Irschenberg
Mit dem Bau der A 98 war im Raum Kempten im Zusammenhang mit der Errichtung der A 7 und der Umfahrung der Stadt bereits in den 1970ern begonnen worden. Es wurden folgende Abschnitte fertiggestellt:
- 1976: AS Waltenhofen – AK Allgäu: 5,7 km (heute: A 980)
- 1987: AS Weitnau – AS Waltenhofen: 15,7 km (als B 12n gewidmet)

Der abgebrochene Weiterbau der Autobahn zwischen Weitnau und Lindau lässt die fertigen Teile als Torso erscheinen. 1993 wurde zur Entlastung von Isny eine zweistreifige Ortsumgehung und ein „B 12-Ableiter“ mit einer Länge von 3 Kilometern errichtet, um den Verkehr von und zur südlich endenden bzw. beginnenden Ausbaustrecke aufzunehmen.
Zwischen dem Dreieck Allgäu und der ursprünglich Anbindung der A 98 bei Irschenberg an die A 8 wurden auf der geplanten Trasse keine Abschnitte in Angriff genommen.

### Bundesverkehrswegeplan 2030 und 6. Änderung zum Fernstraßenausbaugesetz
Im Zuge des Projektanmeldungen für den neuen Bundesverkehrswegeplan 2030 ließen das Land BW (MVI Baden-Württemberg) und der Bund eine Verkehrswirtschaftliche Untersuchung zur A 98 erstellen, die am 25. Oktober 2013 veröffentlicht wurde. Diese kommt aufgrund der nur gering zu erwartenden Verkehrszunahme bis zum Jahr 2030 zum Ergebnis, dass eine vierspurige A 98 nicht nötig ist. Ein dreistreifiger Ausbauquerschnitt der noch fehlenden Abschnitte würde ausreichen, um die notwendige leistungsfähige Verbindung am Hochrhein zu schaffen. Dies könne auch erreicht werden, indem die vorhandene B 34 dreispurig ausgebaut wird. Im Interesse des Flächenverbrauchs in sensibler Naturlage wird ein dreistreifiger Ausbauquerschnitt zwischen Rheinfelden und Waldshut-Tiengen als ausreichend – aber auch erforderlich – empfohlen. Die höchste Verkehrsbelastung sagt die Untersuchung für die B 314 voraus. Dort werden bis zu 30.000 Fahrzeuge/Tag erwartet. Im Bereich Bad Säckingen und Waldshut liegen die Prognosen bei 21.000–24.000 Fahrzeugen/Tag. Dort handelt es sich überwiegend um Ziel- und Quellverkehr. Der Fernverkehrsanteil würde nach wie vor nur sehr gering ausfallen. Eine A 98 würde die Ortsdurchfahrten von Bad Säckingen und Waldshut deshalb nur um ca. 30–35 % entlasten und im Gegenzug allenfalls zu nachteiligen Verkehrsverlagerungen von der A3 (CH) führen. Basierend auf den Ergebnissen der verkehrswirtschaftlichen Untersuchung hatte das Land im Abschnitt Hauenstein-Tiengen dem Bund als Alternative den vierspurigen Ausbau der B 34 vorgelegt. Der Bund entschied jedoch zugunsten des Weiterbaus der A 98, jedoch lediglich mit der einer Fahrbahn im vordringlichen Bedarf.
Das Sechste Gesetz zur Änderung des Fernstraßenausbaugesetzes vom 23. Dezember 2016 legte im Bedarfsplan folgende Vorhaben fest:
| Kurzform | Abschnitt                                                  | geplante Maßnahme              | Dringlichkeitsstufe                                                                |
| -------- | ---------------------------------------------------------- | ------------------------------ | ---------------------------------------------------------------------------------- |
| A 98     | Dreieck Hochrhein – AS Rheinfelden-Ost                     | vierstreifiger Neubau          | laufendes bzw. fest disponiertes Vorhaben                                          |
| A 98     | AS Rheinfelden-Ost – AS Murg                               | vierstreifiger Neubau          | 1. Fahrbahn: vordringlicher Bedarf; 2. Fahrbahn: weiterer Bedarf mit Planungsrecht |
| A 98     | AS Murg – AS Laufenburg-Hauenstein                         | vierstreifiger Ausbau          | weiterer Bedarf mit Planungsrecht                                                  |
| A 98     | AS Laufenburg-Hauenstein – AS Tiengen-West                 | vierstreifiger Neubau          | 1. Fahrbahn: vordringlicher Bedarf; 2. Fahrbahn: weiterer Bedarf mit Planungsrecht |
| B 34     | OU Oberlauchringen                                         | zweistreifiger Neubau          | vordringlicher Bedarf                                                              |
| B 31     | AS Überlingen-West – Überlingen-Ost                        | dreistreifiger Neubau (2+1)    | laufendes bzw. fest disponiertes Vorhaben                                          |
| B 31     | Überlingen-Ost – Oberuhldingen                             | vierstreifiger Aus- und Neubau | vordringlicher Bedarf                                                              |
| B 31     | Oberuhldingen – Meersburg-West                             | vierstreifiger Aus- und Neubau | vordringlicher Bedarf                                                              |
| B 31     | Meersburg-West – Immenstaad am Bodensee                    | vierstreifiger Neubau          | vordringlicher Bedarf                                                              |
| B 31     | Immenstaad – Friedrichshafen/Waggershausen                 | vierstreifiger Neubau          | laufendes bzw. fest disponiertes Vorhaben                                          |
| B 31     | Friedrichshafen/Waggershausen – Friedrichshafen (B 30 alt) | vierstreifiger Ausbau          | vordringlicher Bedarf                                                              |
| B 31     | Hengnau (Landesgrenze Bayern/Baden-Württemberg) – A 96     | vierstreifiger Ausbau          | weiterer Bedarf                                                                    |
| B 12     | OU Großholzleute                                           | zweistreifiger Neubau          | vordringlicher Bedarf                                                              |
| B 472    | OU Bad Heilbrunn                                           | zweistreifiger Neubau          | weiterer Bedarf                                                                    |
| B 472    | OU Bad Tölz (Nord)                                         | zweistreifiger Neubau          | vordringlicher Bedarf                                                              |
| B 472    | OU Waakirchen                                              | zweistreifiger Neubau          | vordringlicher Bedarf                                                              |

### Rheinfelden-Ost bis Schwörstadt
Für den 6,5 Kilometer langen Abschnitt zwischen Rheinfelden-Ost und Schwörstadt (A 98.5) ist 2017 das Planfeststellungsverfahren eröffnet worden. Ein Baubeginn ist derzeit noch ungewiss, u. a. weil das östliche Ende des Perimeters von der Linienführung des folgenden Abschnitts A 98.6 abhängt und die Frage der Rheinfelder Autobahnbedeckelung lange unsicher war. Mitte 2021 fiel die Entscheidung zugunsten einer längeren, 390 Meter umfassenden Einhausung der Autobahn im Bereich Rheinfelden-Minseln und Rheinfelden-Karsau. Ab Januar 2021 hatte bereits die Planungszuständigkeit auf die Autobahn GmbH des Bundes gewechselt. Im November 2021 wurde nach einem Lärmschutzgutachten festgestellt, dass die Planunterlagen überarbeitet werden müssen. Die mit den Planungen seit Sommer 2022 betraute Deges soll bis Ende 2027 Baurecht herstellen. Die Abschnitte 5 und 6 werden parallel und synchron geplant. Im Abschnitt 5 fanden 2023 geologische Untersuchungen des Baugrundes statt.

### Schwörstadt bis Murg (Landkreis Waldshut)
Die Planungen für den 9,5 Kilometer langen Abschnitt von Schwörstadt über Bad Säckingen bis Murg (A 98.6) wurden u. a. im Rahmen eines öffentlichen Beteiligungsverfahrens durchgeführt. Die Festlegung der Vorzugsvariante im Abschnitt A 98.6 war für Ende 2020 geplant und ist tatsächlich am 14. Juli 2021 erfolgt. Es sind die Talbrücke Wehratal mit 1140 Metern, der Tunnel Röthekopf mit 2700 Metern und der Tunnel Spitzbühl mit 1200 Metern vorgesehen. Der Abschluss der Entwurfsplanung ist für Mai 2025 avisiert, im Oktober 2026 soll das Planfeststellungsverfahren beginnen. Ziel ist es, das Baurecht bis Dezember 2027 herzustellen. Der Bau könnte frühestens 2029/2030 abgeschlossen sein. Gegen die ausgewählte Vorzugsvariante gibt es aufgrund ihrer Talführung Widerstand. 2024 begannen geologische Untersuchungen im Abschnitt.

### Hauenstein bis Waldshut-Tiengen
Für den Abschnitt Hauenstein (Laufenburg) – Tiengen-West (A 98.8 und A 98.9) wurde seit Herbst 2019 eine öffentliche Variantendiskussion durchgeführt, in deren Ergebnis im März 2023 eine Vorzugstrasse vorgelegt werden konnte. Sie ist 15,4 Kilometer lang, wird unter dem Mühlbachtal, dem Albtal und Albbruck mit einem vier Kilometer langen Tunnel geführt. Nach paralleler Führung zur B 34 verläuft sie bei Dogern in nördliche Richtung und umgeht Waldshut. Davon sind 5,5 Kilometer im Tunnel geplant, den sie östlich des Aarberg verlässt. Es folgen Brücken über eine Bahnlinie, eine Landesstraße, die Schücht und die B 34. Die Brückenbauwerke nehmen auf der Gesamtstrecke eine Länge von 320 Meter ein. Die mit den Planungen beauftragte Deges erarbeitet seither die Entwurfsplanung.

### Lauchringen bis Oberlauchringen
Der Abschnitt östlich von Lauchringen ist nicht mehr Bestandteil der A 98, sondern der B 34. Die A 98 endet somit an der Anschlussstelle Lauchringen. Die zweistreifige Ortsumfahrung von Oberlauchringen wurde im November 2021 eröffnet.

### Planungen zum Anschluss der B 34 an die A 81 und die A4 (Schweiz)
Eine Streckenführung von Lauchringen nach Singen (Hohentwiel) an das dort bestehende Teilstück der Bundesautobahn 81 bei Gottmadingen ist zwar von deutscher Seite gewünscht, die Schweiz lehnt jedoch eine Trassenführung über ihr Gebiet nach wie vor kategorisch ab. Laut einer Trassierungskonzeption des Bundeslandes Baden-Württemberg wäre die A 98 von ihrem früher geplanten Endpunkt bei Geißlingen durch den Jestetter Zipfel über Dettighofen, Jestetten und Lottstetten bei Balm an die Schweizer Grenze geführt worden. Hier hätte die Schweiz die A 98 über ihr Staatsgebiet weiterführen sollen und bei Singen an die bestehende A 81 angeschlossen. Dass diese Planung je verwirklicht wird, gilt als sehr unwahrscheinlich; sie wird daher nicht mehr weiter verfolgt. Stattdessen soll sich die Verbindung dank einzelner Aus- und Neubaumaßnahmen entlang des bestehenden Netzes, wie der Ortsumfahrung Oberlauchringen, dem Galgenbucktunnel und dem geplanten Ausbau der Stadtdurchfahrt Schaffhausen (A4) beschleunigen.
Im Jahr 2007 ging eine Planungsstudie durch den Kanton Schaffhausen noch davon aus, dass die A 81 direkt mit der schweizerischen A4 verbunden werden sollte, indem die Orte Bietingen und Thayngen in einem weiten Bogen umfahren werden sollten und ein völlig neues Autobahnteilstück (u. a. mit einem 4800 m langen Grenztunnel) bis kurz vor Schaffhausen-Herblingen gebaut werden sollte. Diese Planung wird derzeit nicht mehr aktiv weiterverfolgt.
Mit dem sogenannten „Neuen Netzbeschluss“ wurde per 1. Januar 2020 eine Anpassung des Straßennetzes im Kanton Schaffhausen an die realen Transitverkehrsströme vorgenommen: Die bisherige J15 wurde von der Verzweigung Mutzentäli bis zum Grenzübergang Thayngen / Bietingen zur Nationalstrasse N4 heraufgestuft, im Gegenzug wurde die bisherige N4 bis zum Grenzübergang Bargen / Neuhaus am Randen zur kantonalen Autostraße abklassiert. Damit ist neu der Bund für den Ausbau dieser Straßenverbindung zuständig, längerfristig (bis ca. 2040) soll der gesamte Abschnitt zwischen Uhwiesen und der Grenze bei Thayngen vierspurig ausgebaut werden. Der Kanton Schaffhausen hat dazu dem Bund eine Variante vorgeschlagen, in welcher ein 1200 m langer Tunnel nur für eine Fahrtrichtung gebaut und somit das topographisch enge und teilweise unter Naturschutz stehende Fulachtal nicht zu sehr beansprucht werden müsste.

## Meinungen zu den Trassenentscheidungen und Initiativen auf kommunaler Ebene
Der Regionalverband Hochrhein-Bodensee, der Landkreis Waldshut, die Stadt Laufenburg und die Gemeinde Albbruck gaben im Jahr 2011 eine Planungsstudie zur Ermittlung einer sicheren und verkehrstechnisch sinnvollen Lösung der Abfahrt Hauenstein in Auftrag, die im Ergebnis eine verkürzte Tunnellösung empfiehlt. Der Tunnel „Albert“ soll dabei eine Länge von etwa 185 m haben.

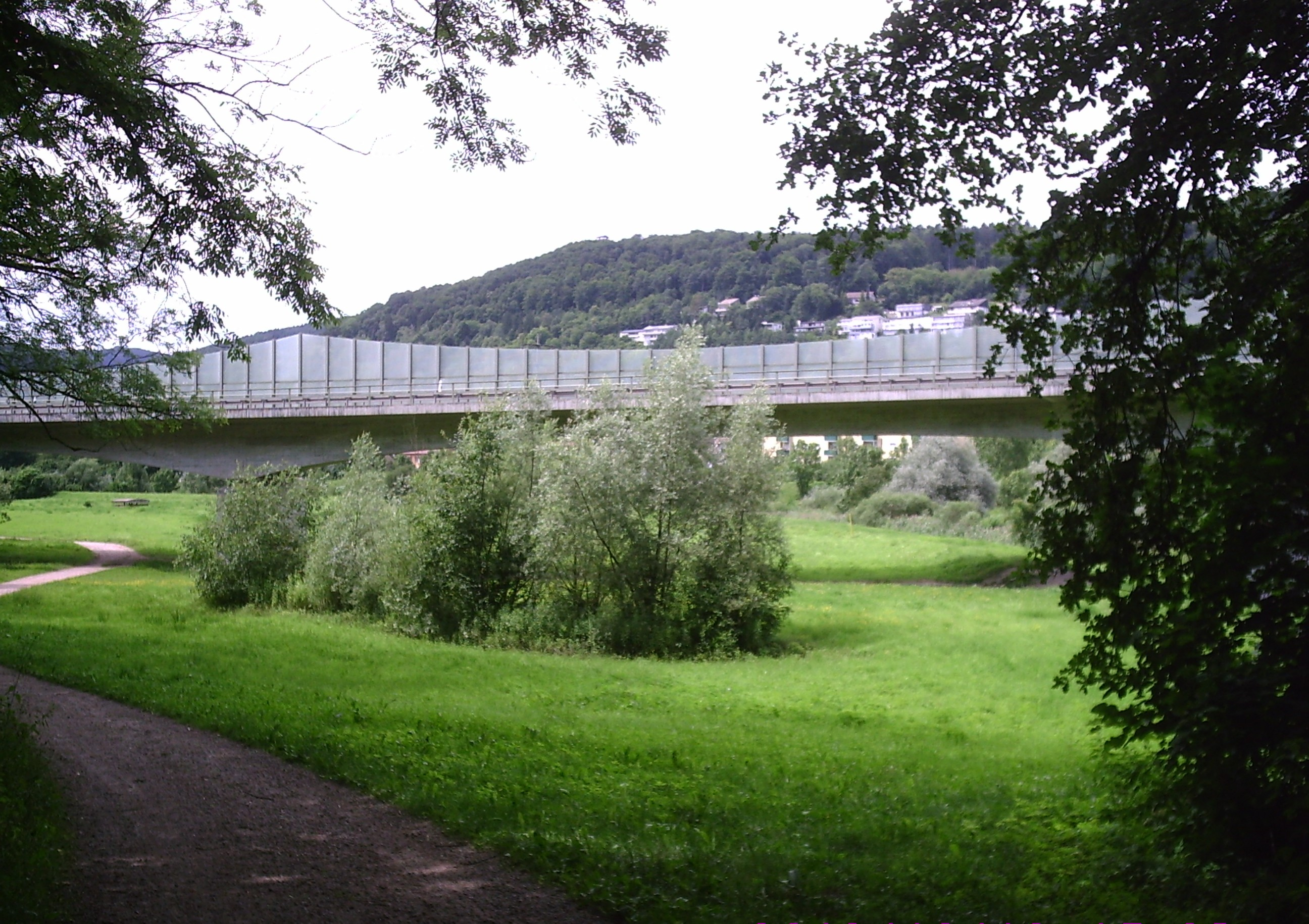
Waldshut-Tiengen-Ost: A 98-Autobahnbrücke über die Wutach beim Bürgerwaldtunnel

Die ehemals schwarz-gelbe Landesregierung und das Regierungspräsidium hatte zu ihrer Zeit an der amtlichen Variante mit Kreisverkehr/Ampellösung festgehalten. Die Medien berichteten in diesem Zusammenhang von politischer Einflussnahme. Ein im Jahr 2010 hierzu eingeleitetes Petitionsverfahren im baden-württembergischen Landtag kam im Jahr 2015 zum Abschluss und veranlasste daraufhin Land und Bund zur Planung einer Tunnellösung. Derzeit läuft im Auftrag des Regierungspräsidiums Freiburg hierzu eine Bürgerbeteiligung (Südkurierdossier A 98, 4. Februar 2017)
Im Abschnitt A 98.5/6 gaben der Regionalverband Hochrhein-Bodensee, die Städte Bad Säckingen und Wehr, der Landkreis Waldshut und die Schluchseewerke gemeinsam eine Machbarkeitsstudie in Auftrag um eine Alternative zur bisherigen amtlichen Bergtrasse zu prüfen. Ergebnis ist die sogenannte „Konsens-Trasse“.
Der Bund für Umwelt und Naturschutz Deutschland zählt die A 98 zu den zwölf unsinnigsten Straßenbauprojekten Deutschlands. Die A 98 sei überteuert, überdimensioniert und beseitige keinerlei Engpässe, bewirke aber massive Schäden an der Natur. Der BUND hält die Hochrheinautobahn (A 98) für besonders naturzerstörend und verkehrlich fragwürdig. Er fordert den Ausbau der Bundesstraße 34, da die A 98 ohnehin hinter Tiengen „im Acker ende“.
Die IHK Hochrhein-Bodensee kritisiert die Ausführungen des BUND zur A 98 und bezeichnet diese als „dusslig“. Die Erschließungsfunktion einer Autobahn für eine Region und ihre überregionale Netzfunktion dürfe nicht ausgeblendet werden.
Das Regierungspräsidium Freiburg als zuständige Genehmigungsbehörde richtete am 18. März 2013 für den Abschnitt Wehr–Murg das sogenannte „Bürger-Forum am Hochrhein für Variantenvergleich und Transparenz“ ein.

## Trivia
- Seit Oktober 2006 sind die Teilstücke zwischen Laufenburg und Hauenstein sowie zwischen Tiengen-West und Lauchringen und seit Oktober 2012 auch das Teilstück zwischen Murg-Rothaus und Laufenburg von der Lkw-Maut befreit, um die Gemeinden an der B 34 zu entlasten. Des Weiteren sind die genannten Teilstücke als Kraftfahrstraße und nicht als Autobahn beschildert, dies soll erst nach dem vollständigen Ausbau auf vier Fahrstreifen geschehen.
- Obwohl eine alternative Linienführung der A 98 durch das Wutachtal (zumindest bislang noch) nicht zur Debatte steht, ist auf dem Teilstück zwischen Tiengen-West und Lauchringen durchweg das Fernziel Stuttgart auf den Wegweisern aufgeführt. Auf der weiterführenden B 314 wurde hingegen auf die Beschilderung dieses Ziels verzichtet.
- Da die A 98 zu großen Teilen nicht realisiert wurde, ist erst die weit entfernte A 8 die südlichste Autobahn, welche Baden-Württemberg in West-Ost-Richtung durchquert.
- Die Nummerierung der Autobahnanschlüsse ist auf den verschiedenen Etappen noch etwas uneinheitlich. So werden die Nummern 11 und 12 sowohl für die Anschlüsse Murg und Laufenburg, als auch für das Kreuz Hegau und Stockach-West verwendet.
- Die Anschlussstelle Rheinfelden-Ost bei Minseln erhielt ihren Namen, obwohl sie fast nördlich der Stadt Rheinfelden liegt und 5 km südlich davon auf der Schweizer Autobahn A3 seit der Eröffnung der Autobahnzollstelle bereits eine Anschlussstelle mit gleichem Namen existiert (zuvor hieß diese nur „Rheinfelden“); von den vier Himmelsrichtungen ist nur „Nord“ noch nicht belegt – was passender wäre und die doppelte Bezeichnung vermeiden würde.
- Östlich des Autobahnkreuzes Hegau wird die A 98 in Fahrtrichtung Stockach auf einer Entfernungstafel fälschlicherweise als Europastraße 12 ausgewiesen[65]